# IC 2621
IC 2621 је планетарна маглина у сазвјежђу Прамац која се налази на листи објеката дубоког неба у Индекс каталогу.
Деклинација објекта је - 65° 14' 56" а ректасцензија 11h 0m 20,2s. Привидна величина (магнитуда) објекта IC 2621 износи 11,2 а фотографска магнитуда 11,3. IC 2621 је још познат и под ознакама PK 291-4.1, ESO 93-PN4, CS=13.6.